# Jindřichov (zámek)
Zámek Jindřichov se nachází ve středu obce Jindřichov  v blízkosti řeky Osoblahy. Předchůdcem zámku byla tvrz či vodní hrad ze 13. století. Roku 1586 zde byla postavena zámecká kaple Pany Marie, která byla 11. prosince 1590 vysvěcena olomouckým biskupem Stanislavem II. Pavlovským. Zámek je dostupný ze silnice II/457 vedoucí přes celou obec z Osoblahy do Zlatých Hor. Součásti nejbližšího okolí je i areál bývalého pivovaru.

## Historie

### Zámek
Jedná se o čtyřkřídlý patrový zámek s přilehlým parkem. Se stavbou zámku započala v polovině 17. století hrabata z Hodic. Zámek byl postaven v manýristickém slohu v blízkosti původní tvrze. Uzavřenou dispozicí a patrovými pilířovými arkádami na dvou stranách a příkopy náležela ještě do období renesance.
Současná empírová podoba zámku je z roku 1844, kdy došlo k požáru a zámek byl majitelem Josefem z Bartensteinu přestavěn. Stavební úpravy provedl architekt Antonín Arche. Změny se týkaly především fasády a interiérů, nově bylo vybudováno půdní polopatro. Od roku 1868 byli vlastníci stavitelé a podnikatelé Kleinové.
V roce 1945 byl zámek jako součást jindřichovského panství rodině Adalberta Kleina von Wisenberg státem zkonfiskován.
Po druhé světové válce sloužil (v letech 1951 až 1957) jako ubytování pro korejské děti.
V letech 1957 až 2010 byl zámku Ústav sociální péče pro mentálně postiženou mládež.

### Park
Zámek obklopuje park o výměře téměř 5 ha a patří k nejcennějším parkům v okrese Bruntál. Při založení v 17. století byl ve francouzském stylu. V první polovině 19. století proběhla úprava ve slohu krajinářském. Současná podoba parku pochází z konce 19. století a jejími autory byli zahradníci Wikola a  Křížek. Park byl také  vhodně doplněn sochařskými a kamenickými prvky. K nejvzácnějším sochám patří socha pastýře, socha sv. Kryštofa, socha sv. Huberta, soubor šesti váz, socha F. Schillera či socha dvou lvů. Autorství soch je známo jen u sochy F. Schillera; zhotovil ji Josef Rählich pocházející z Vídně.

## Současnost
Nyní je zámek ve správě obce. V budoucnu zvažuje obec přebudovat zámek na víceúčelové kulturní zařízení, bydlení pro seniory a nemocné.

## Fotogalerie

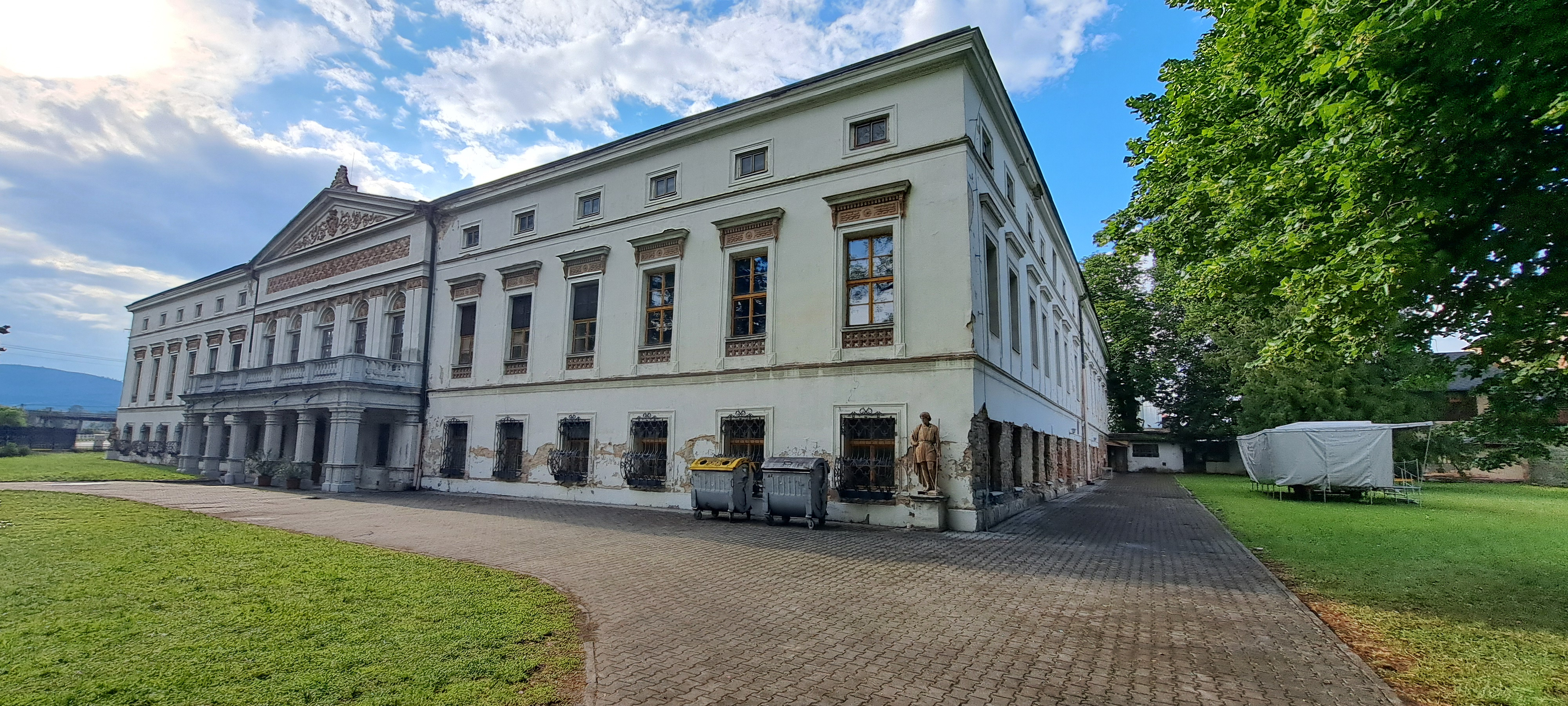
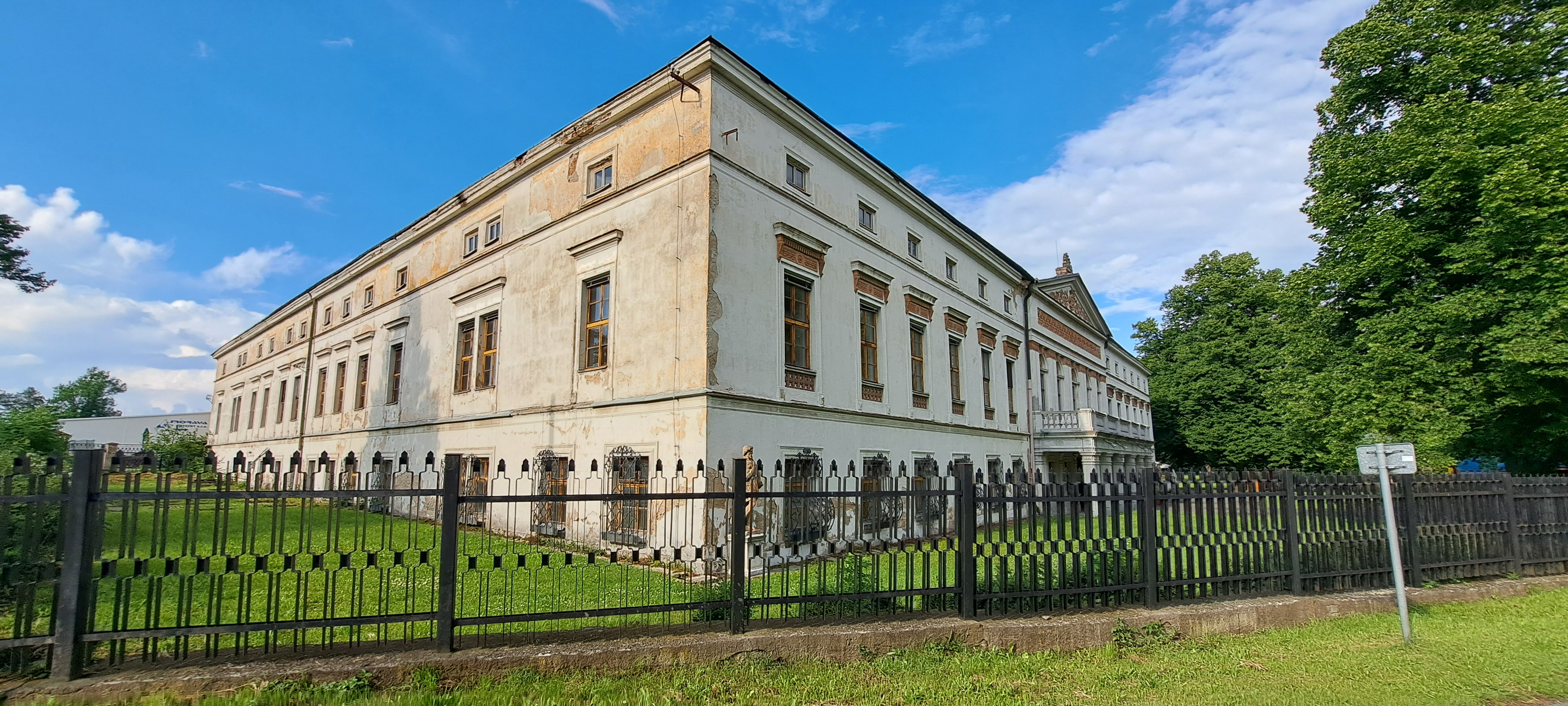
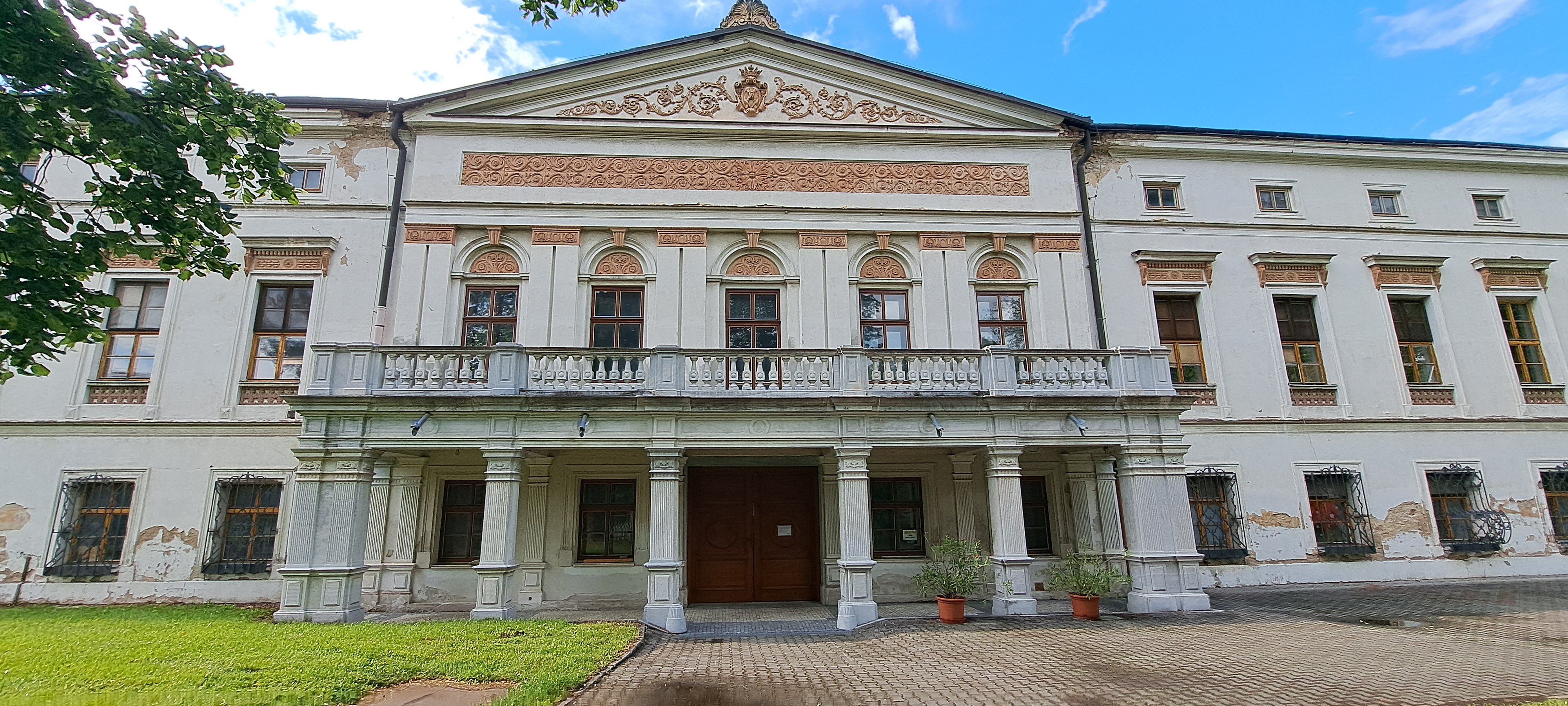
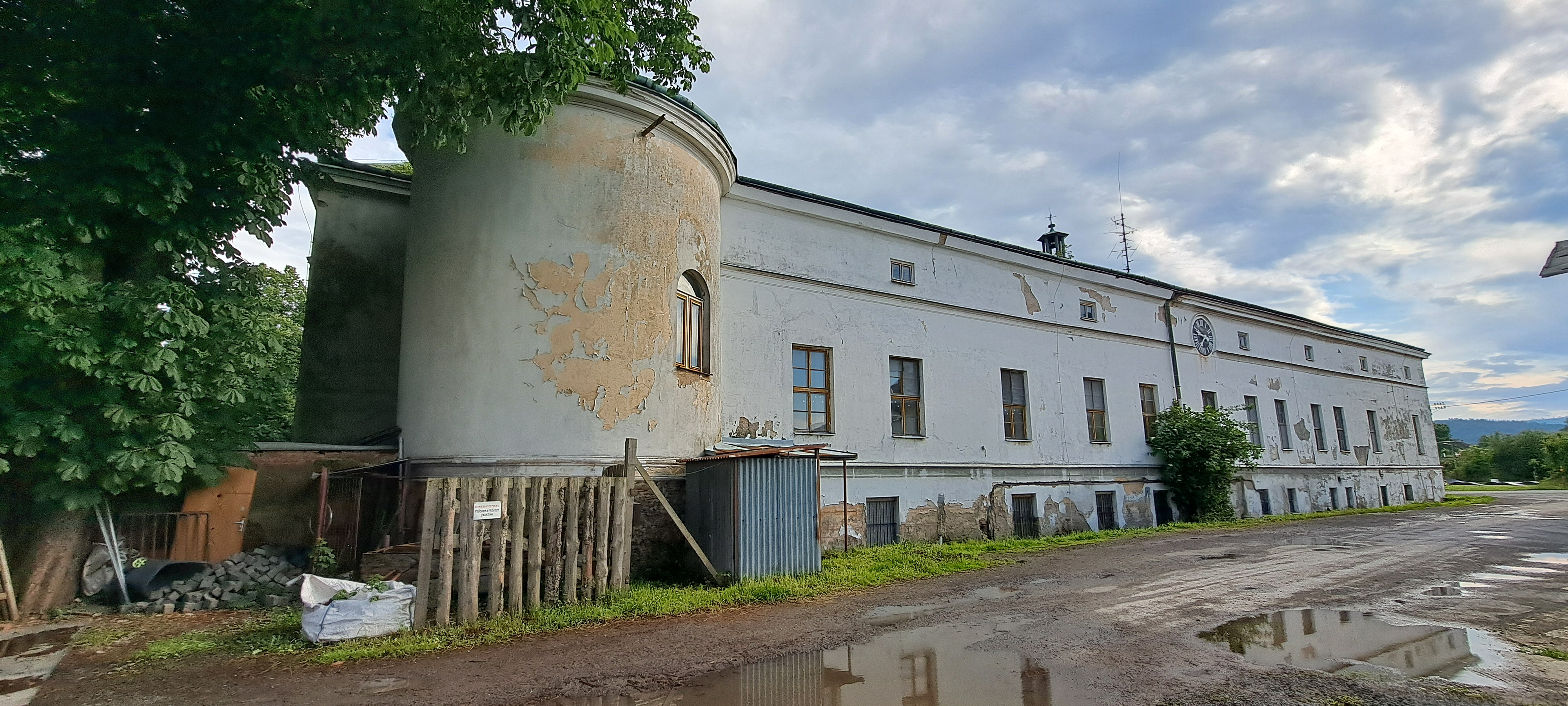
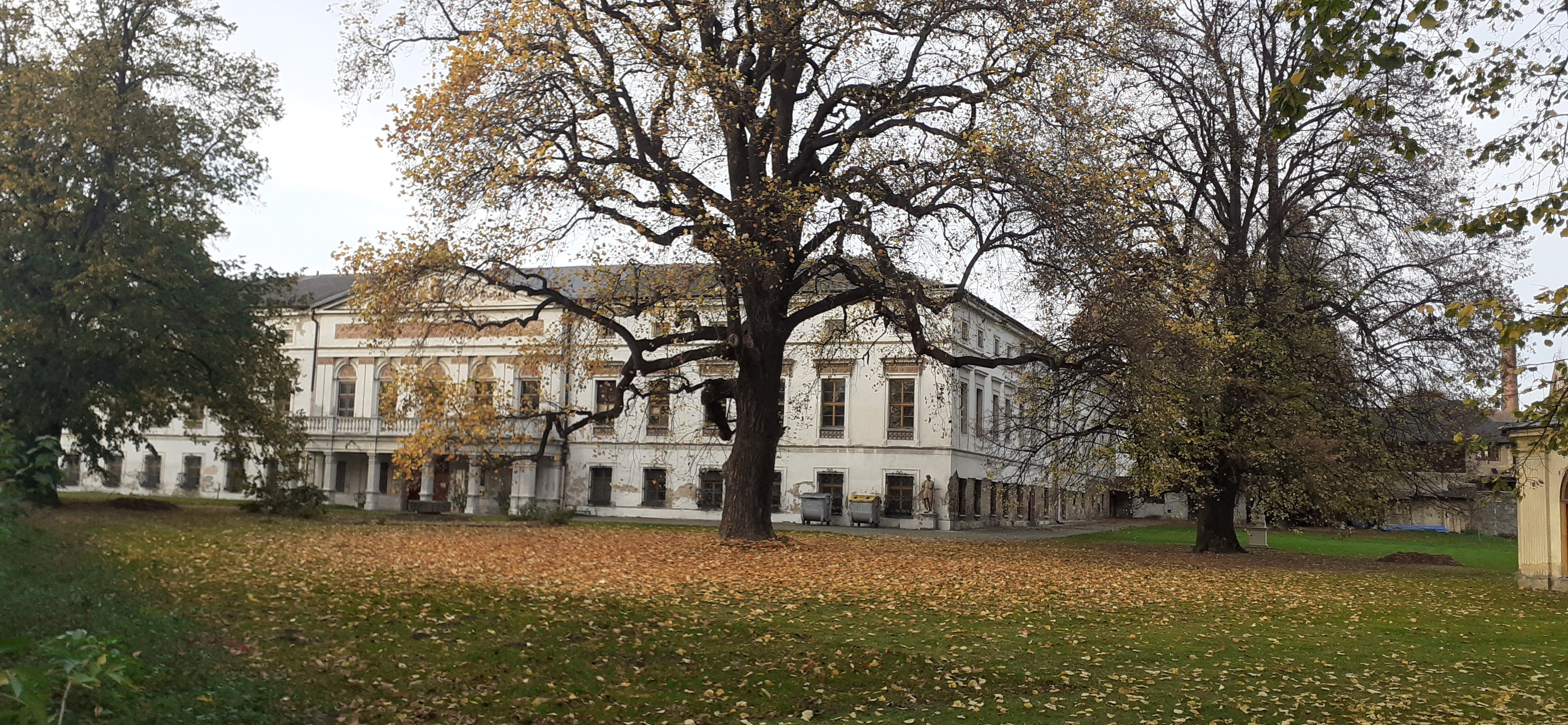
zámek podzim 2022
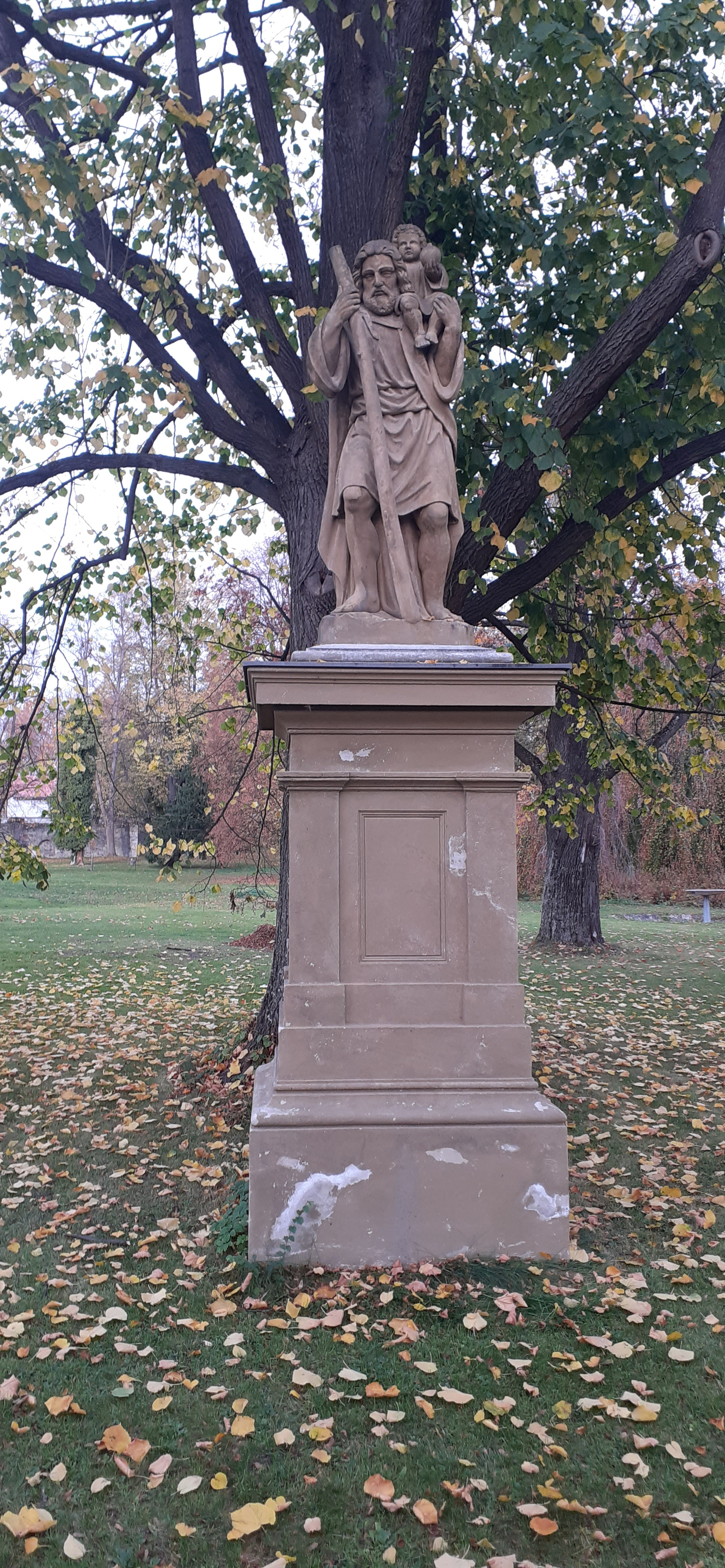
socha sv. Kryštofa